# 1263
| [ Edytuj tabelę ]                          |                                                               |
| Książę Małopolski                          | - 1243 Bolesław V Wstydliwy 1279                              |
| Książę Wielkopolski                        | - 1239 Bolesław Pobożny 1279                                  |
| Król Angkoru                               | - 1244 Dżajawarman VIII 1295                                  |
| Król Anglii                                | - 1216 Henryk III 1272                                        |
| Król Aragonii i Walencji, hrabia Barcelony | - 1213 Jakub I Zdobywca 1276                                  |
| Margrabia Brandenburgii                    | - 1220 Otto III 1267                                          |
| Książę Burgundii                           | - 1218 Hugo IV 1272                                           |
| Książę Dolnej Bawarii                      | - 1253 Henryk XIII 1290                                       |
| Książę Górnej Bawarii                      | - 1253 Ludwik II 1294                                         |
| Cesarz Bizancjum                           | - 1261 Michał VIII Paleolog 1282                              |
| Car Bułgarii                               | - 1257 Konstantyn Asen Tich 1277                              |
| Cesarz Chin                                | - 1224 Song Lizong 1264                                       |
| Król Cypru                                 | - 1253 Hugo II 1267                                           |
| Król Czech                                 | - 1253 Przemysł Ottokar II 1278                               |
| Król Danii                                 | - 1259 Eryk Glipping 1286                                     |
| Władca Egiptu                              | - 1260 Bajbars 1277                                           |
| Król Francji                               | - 1226 Ludwik IX Święty 1270                                  |
| Król Gruzji                                | - 1259 Dawid VII Ulu 1270                                     |
| Hrabia Holandii                            | - 1256 Floris V 1296                                          |
| Cesarz Japonii                             | - 1259 Kameyama 1274                                          |
| Kalif                                      | - 1262 Al-Hakim bi-Amr Allah 1302                             |
| Król Kastylii i Leónu                      | - 1252 Alfons X Mądry 1284                                    |
| Patriarcha Konstantynopola                 | - 1261 Arseniusz Autorejan 1267                               |
| Władca Korei                               | - 1259 Wonjong 1274                                           |
| Wielki książę litewski                     | - 1263 Treniota 1264                                          |
| Król Litwy                                 | - 1253 Mendog 1263                                            |
| Sułtan Maroka                              | - 1259 Abu Jusuf Jakub 1286                                   |
| Król Nawarry                               | - 1253 Tybald II 1270                                         |
| Król Norwegii                              | - 1217 Haakon IV Stary 1263 - 1263 Magnus VI Prawodawca 1280  |
| Hrabia Palatynatu                          | - 1253 Ludwik II Bawarski 1294                                |
| Papież                                     | - 1261 Urban IV 1264                                          |
| Król Portugalii                            | - 1248 Alfons III 1279                                        |
| Sułtan Rumu                                | - 1248 Kilidż Arslan IV 1265                                  |
| Książę Rusi halickiej                      | - 1238 Daniel II 1264                                         |
| Cesarz Rzymski (niemiecki)                 | - 1257 Ryszard z Kornwalii 1272 - 1257 Alfons z Kastylii 1284 |
| Książę Saksonii                            | - 1260 Albrecht II 1298                                       |
| Król Serbii                                | - 1243 Stefan Urosz I 1276                                    |
| Król Singasari                             | - 1248 Dżajawisznuwardhana 1268                               |
| Król Szkocji                               | - 1249 Aleksander III 1286                                    |
| Król Szwecji                               | - 1250 Waldemar Birgersson 1275                               |
| Doża Wenecji                               | - 1252 Raniero Zeno 1268                                      |
| Król Węgier                                | - 1235 Bela IV 1270                                           |
| Wielki mistrz zakonu krzyżackiego          | - 1256 Anno von Sangershausen 1273                            |

Rok 1263 / MCCLXIII
stulecia: XII wiek ~
XIII wiek ~
XIV wiek

lata: 1253 «
1258 «
1259 «
1260 «
1261 «
1262 «
1263
» 1264
» 1265
» 1266
» 1267
» 1268
» 1273

## Wydarzenia w Polsce
- 5 października – wrocławskie Nowe Miasto zostało lokowane na prawie magdeburskim.
- 25 listopada – pierwsze znane wzmiankowanie obecnej dzielnicy Gdańska – Wrzeszcz.
- miał miejsce najazd litewski na Mazowsze i Łowicz[1].

- Żnin otrzymał prawa miejskie.
- Gdańsk otrzymał prawa miejskie.

## Wydarzenia na świecie
- 2 października – bitwa pod Largs między Norwegami a Szkotami.

- Władca Litwy Mendog wraz z dwoma synami został zamordowany przez współzawodniczących z nim książąt, Trojnata i Dowmonta.
- Bitwa pod Lubawą między Prusami a zakonem krzyżackim.

## Urodzili się
- 22 stycznia – Taki ad-Din Abu al-Abbas Ahmad Ibn Abd al-Halim Ibn Tajmijja (arab. ابن تيمية), teolog, prawnik i uczony arabski (zm. 1328)

## Zmarli
- 12 sierpnia – Mendog, książę litewski, przypuszczalnie król Litwy (ur. ok. 1203)
- 14 listopada – Aleksander Newski, książę Nowogrodu Wielkiego, wielki książę włodzimierski z dynastii Rurykowiczów (ur. 1220)
- 15 grudnia – Haakon IV Stary, król Norwegii (ur. 1204)
- data dzienna nieznana:
  - Al-Aszraf Musa Ibn Ibrahim, emir Himsu (ur. 1229)
  - Bonifacy Sabudzki, hrabia Sabudii (ur. 1244)
  - Helmeryk von Würzburg, mistrz krajowy Prus (ur. ?)
  - Manuel I Wielki Komnen, cesarz Trapezuntu (ur. ok. 1218)
  - Towciwiłł, książę Połocka (ur. ?)